# Фролов, Дмитрий Владимирович (политик)
Дми́трий Влади́мирович Фроло́в (род. 10 мая 1979, Полудино, Северо-Казахстанская область) — российский государственный деятель, Председатель Курганской областной Думы VI и VII созывов. Первый заместитель Секретаря Курганского регионального отделения Всероссийской политической партии «Единая Россия». Живёт в селе Введенском Кетовского муниципального округа Курганской области.

## Биография
Дмитрий Владимирович Фролов родился 10 мая 1979 года в селе Полудино Полудинского сельсовета Булаевского района Северо-Казахстанской области Казахской ССР, ныне село — административный центр Полудинского сельского округа района Магжана Жумабаева Северо-Казахстанской области Республики Казахстан.
В 2002 году окончил Омский государственный университет путей сообщения.
С июля 2002 по март 2003 года — бригадир предприятий железнодорожного транспорта и метрополитена вагонного депо Курган Южно-Уральской железной дороги.
С марта 2003 по март 2005 года — мастер вагонного депо Курган Южно-Уральской железной дороги.
С марта 2005 по декабрь 2007 года —  заместитель начальника Вагонно-ремонтного депо Курган Южно-Уральской железной дороги.
В 2007—2015 гг. — начальник вагонного ремонтного депо Курган обособленного структурного подразделения ОАО «Вагонная ремонтная компания — 3».
С сентября 2014 года по 23 сентября 2015 года являлся депутатом Курганской городской Думы шестого созыва на непостоянной основе. Беспартийный Дмитрий Фролов выдвинут политической партией «Единая Россия». Избран по одномандатному избирательному округу № 14. Работал в постоянных депутатских комиссиях по бюджету, налогам и сборам; по развитию городского хозяйства. Досрочно прекратил полномочия в связи с избранием депутатом Курганской областной Думы.
13 сентября 2015 года Дмитрий Фролов был избран депутатом Курганской областной Думы VI созыва по одномандатному избирательному округу № 3 «Западный». Член партии «Единая Россия» Дмитрий Фролов выдвинут политической партией «Единая Россия». Основным оппонентом во время этой избирательной кампании был Баль Юрий Владимирович, который проиграл Дмитрию Владимировичу Фролову на всех избирательных участках кроме одного . Число избирателей, внесенных в список составило 46135 чел., Фролов получил 4501 голос, Юрий Владимирович Баль (Справедливая Россия) — 2698, Алексей Геннадьевич Вронский (КПРФ) — 1400, Татьяна Алексеевна Липатова (ЛДПР) — 987, недействительных бюллетеней — 397.
29 сентября 2015 года путём тайного голосования избран председателем Курганской областной Думы VI созыва. За 36-летнего депутата, ставшего самым молодым спикером в истории Думы, проголосовало 27 парламентариев из 31 присутствующего, 3 — против, 1 бюллетень оказался испорчен.
С 2015 года — член Регионального политического совета Курганского регионального отделения Всероссийской политической партии «Единая Россия».
24 декабря 2016 года избран Первым заместителем Секретаря Курганского регионального отделения Всероссийской политической партии «Единая Россия».
13 сентября 2020 года Дмитрий Фролов был избран депутатом Курганской областной Думы седьмого созыва по одномандатному избирательному округу № 3 «Западный». Число избирателей, внесенных в список составило 44016 чел., Фролов получил 3533 голоса, Сергей Николаевич Федотов (КПРФ) — 2207, Сергей Петрович Сергиенко (Справедливая Россия) — 1119, Станислав Юрьевич Помялов (ЛДПР) — 1123, недействительных бюллетеней — 429.
25 сентября 2020 года путём тайного голосования избран председателем Курганской областной Думы VII созыва. Счетная комиссия установила: число голосов, отданных за Фролова Дмитрия Владимировича, — 32, против — 0, число бюллетеней, признанных недействительными, — 1. На данный пост его кандидатуру выдвинуло региональное отделение партии «Единая Россия», также его кандидатуру поддержал губернатор Курганской области Вадим Михайлович Шумков.

## Награды
- Медаль «За отвагу на пожаре», 5 ноября 2020 года — за отвагу, смелость и решительность, проявленные при спасении людей в экстремальных условиях[12]. По некоторым данным, пожар случился в селе Введенском Кетовского района в начале мая 2020 года. Загорелся двухквартирный дом, где жил пенсионер машинист железной дороги и семья учительницы. Рядом с этим зданием находится дом Фролова. Депутат заметил пламя и побежал на помощь к месту ЧП. Людей удалось спасти[13].
- Медаль «За взаимодействие» II степени, вручена 26 февраля 2020 года, Судебный департамент при Верховном суде Российской Федерации, «За большой личный вклад в развитие судебной системы, всестороннее содействие в совершенствовании правосудия»[14]
- Медаль МЧС России «XXV лет МЧС России»
- Знак РОСПРОФЖЕЛ «За развитие социального партнерства»
- Почетная грамота Совета Федерации Федерального Собрания Российской Федерации
- Почетная грамота Правительства Курганской области
- Почетная грамота ЦК Профсоюза работников государственных учреждений и общественного обслуживания РФ
- Благодарственное письмо Курганской областной Думы
- Благодарственное письмо  Избирательной комиссии Курганской области
- Благодарственное письмо директора Департамента промышленности, транспорта, связи и энергетики Курганской области, за добросовестный труд, профессионализм и большой вклад в развитие железнодорожного транспорта Курганской области (Распоряжение № 476-р от 31.07.2014)
- Благодарность президента ОАО «Российские железные дороги», за добросовестный труд, большой вклад в развитие и обеспечение устойчивой работы (Приказ № 42/П от 26.02.2014)
- Дважды награждён именными часами, за многолетний добросовестный труд[15] (Приказ ОАО «ВРК-3» № 23 от 29.11.2011, Приказ ОАО «ВРК-3» № 28 от 04.07.2012)
- Медаль «За усердные труды» Курганской епархии Русской православной церкви, 2021 год, во внимание к великому освящению Свято-Троицкого собора города Кургана[16]

## Семья
Дмитрий Владимирович Фролов женат, воспитывает троих дочерей (в октябре 2019 года им было 7, 10 и 17 лет)
Его мать в семье десятая. У неё трое сыновей, Дмитрий старший. Родители Дмитрия Владимировича живут в сельской местности, так же, как и тесть с тещей.

## Увлечения
В институте специализировался на волейболе. Играет в футбольной команде вагонного депо.